# Monestir de Zemun
El monestir de Sant Arcàngel Gabriel (serbi: Manastir Svetog Arhangela Gavrila / Манастир Светог Архангела Гаврила), conegut també com el monestir de Zemun (serbi: Manastir Zemun / Манастир Земун), és un monestir ortodox serbi. La seva església va ser construïda el 1786, al lloc d'una antiga església al barri de Donji Grad de Zemun (avui part de Belgrad, Sèrbia). El monestir es va establir oficialment el 1990.

## Història
El fundador va ser Teodor -Toša Apostolović, president de la província eclesiàstica de Zemun. Després del desmantellament de la zona de quarantena (kontumac) el 1842, l'església va perdre la seva importància i, a la segona meitat del segle xx, va ser abandonada.
El 1981, l'església abandonada va ser utilitzada per llavors jeromonah (actual bisbe) Filaret. En nom seu, es va renovar l'església, ja que els frescos van ser destruïts i l'església va ser utilitzada com a arsenal. El 1990, el protosinđel Filaret va obtenir un permís per construir un temple (catedral) de 3.000 m² al lloc de l'església, però, l'any següent, el recentment elegit Patriarca serbi Pavle es va negar.